# Meneer Anton Harmsen
Meneer Anton Harmsen is een personage uit de Nederlandse televisieserie Toen was geluk heel gewoon (1994-2009) en de gelijknamige film uit 2014. De rol werd gespeeld door Huib Rooymans. In de loop der jaren is Harmsens rol in de serie steeds belangrijker geworden.

## Fictieve biografie
Meneer Antoine Hubert Pascal Marie Antoinette Harmsen, geboren in juli 1909, is directeur van de Rotterdamse RET, waar Jaap Kooiman, het hoofdpersonage, werkt als buschauffeur. Voor Harmsen aan de slag ging als directeur van de RET, woonde hij samen met zijn moeder in Indonesië. Harmsen zit altijd keurig in het pak, maar heeft slechte ogen en draagt daarom een bril met dikke glazen. Hij woont aan de Avenue Concordia 331 samen met zijn moeder en butler annex chauffeur Hopjes. Hij komt per dienstauto, een Rolls Royce, naar kantoor - en nooit met de bussen van het bedrijf.
Harmsen heeft over het algemeen een kinderlijke en wereldvreemde persoonlijkheid. Naast zijn baan als directeur heeft hij een groot aantal liefhebberijen. In een van de afleveringen is hij in zijn vrije tijd tandarts, waarbij hij een kies bij Kooiman tracht te trekken. Hierbij is Hopjes zijn assistent die het "gereedschap" aan Harmsen doorgeeft. In een andere aflevering blijkt hij nudist te zijn en laat hij Karel en Simon Stokvis op de Avenue een diavoorstelling van zijn activiteiten op dat gebied zien. Daarnaast is hij een groot liefhebber van wijn. Harmsen heeft een voorkeur voor het gebruik van dure, vaak Franse woorden. Daarnaast hanteert hij verschillende stopwoorden en catchphrases.
Er wordt gesuggereerd dat meneer Harmsen homoseksueel is. Hij heeft de gehele serie lang een oogje op Simon Stokvis, die hij aanspreekt met "Vriendje Stokvis". In een aflevering deelde hij uiteindelijk een keer het bed met Simon, hij in pyjama en Simon met kleren aan en zijn hoed op. Even probeert meneer Harmsen ook Bas te versieren, die eerder een relatie met Adri de Greef heeft gehad.
In de film blijkt hij vroeger advocaat te zijn geweest en neemt de verdediging van Jaap voor zijn rekening. Ook blijkt dat hij en Hopjes wederzijdse gevoelens voor elkaar te hebben.